# Hýľov
Hýľov é um município da Eslováquia, situado no distrito de Košice-okolie, na região de Košice. Tem 23,86 km² de área e sua população em 2018 foi estimada em 510 habitantes.

## Demografia
| Ano:        | 1994 | 2004   | 2014    | 2024    |
| ----------- | ---- | ------ | ------- | ------- |
| Broj ljudi: | 417  | 434    | 503     | 558     |
| Razlika:    |      | +4,07% | +15,89% | +10,93% |

| Ano:               | 2023 | 2024   |
| ------------------ | ---- | ------ |
| Número de pessoas: | 556  | 558    |
| Diferença:         |      | +0,35% |